# うわん

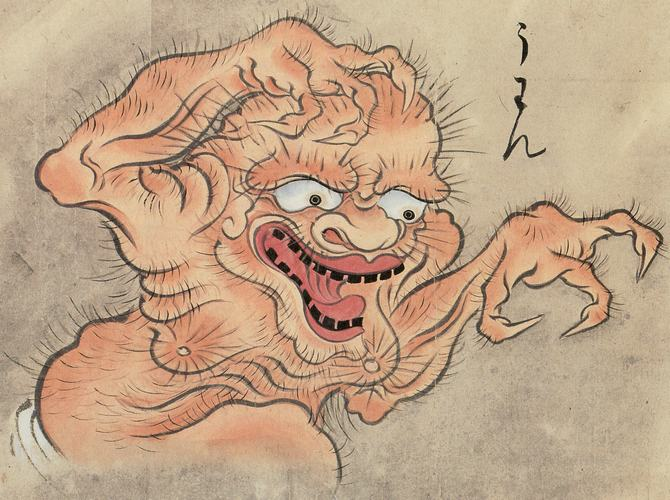
佐脇嵩之『百怪図巻』の「うわん」

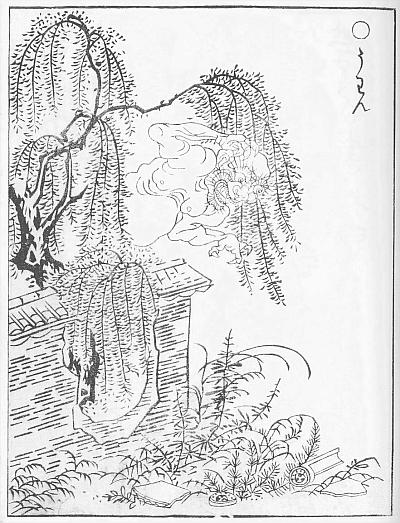
鳥山石燕『画図百鬼夜行』より「うわん」

水木しげるロードに設置されている「うわん」のブロンズ像

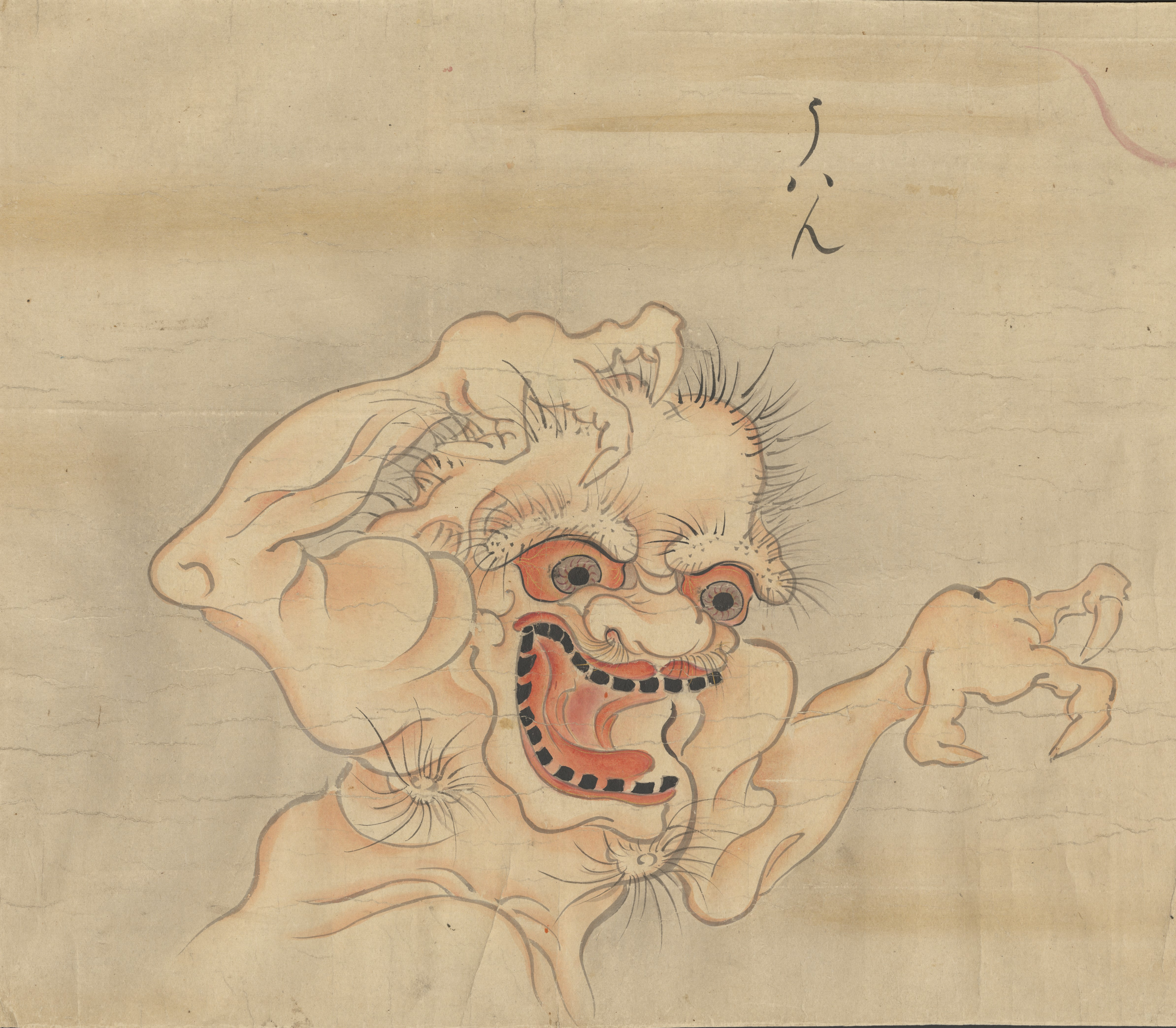
ブリガム・ヤング大学ハロルド・B・リー図書館、L.トム・ペリー・スペシャル・コレクション、ハリー・F・ブリュニング、日本の本と写本のコレクション、バークモノー・エー（化物之繪、1700）のウワン（うハン）

うわんは、佐脇嵩之の『百怪図巻』や鳥山石燕の『画図百鬼夜行』など、江戸時代の妖怪画にある日本の妖怪。

## 概要
鉄漿を付けた妖怪が両手を振り上げ、怒鳴りつけて脅かすかのような姿で描かれているが、説明文がないため、正体は未詳。
鉄漿は日本の中世には公家や武家の男子も行なっていたことから、そのような家柄の妖怪、もしくは熊本県阿蘇郡小峰村（現・上益城郡山都町）でお化けを「ワンワン」、鹿児島県郡谷山町（現・鹿児島市）で化物を「ワン」ということから、その系統の妖怪と推察されている。『画図百鬼夜行』の背景により、廃屋の塀から現れる屋敷の怪との解釈もある。
また、妖怪画ではうわんの手に指が3本しかないが、3本指は鬼の特徴を意味しているとの説もある。

## その他の説
山田野理夫の著書『東北怪談の旅』に、江戸時代末の青森県の怪談として次のような話が収録されている。嘉助という男が金をため、古い屋敷を買って女房と一緒に移り住んだが、その夜、家中に「うわん！」と言う大声が響いて一睡もできなかった。翌朝、赤い目をして出てきた2人は、うわんと言う声で眠れなかったと訴えたが、近所の者たちは誰一人そんな声は聞かず、嘉助は一晩中女房と抱き合っていたので眠れなかったのでは、と噂した。しかしその話を聞いた古老は、古屋敷には「うわん」という化け物が住んでいるのだと言った。この怪談には一次出典が挙げられておらず、山田の創作と指摘されている。
また、古びた寺の近くに現れ、人が通りかかるとその名の通り「うわん」と奇声を出して驚かせ、人が気を抜いたときに命を奪い取ってしまうが、言われた側が同じように言い返すことが出来ればうわんは逃げ去ってしまうとの説もある。これは佐藤有文による怪奇系児童書『いちばんくわしい日本妖怪図鑑』の解説によるもので、粕三平も自著書『お化け図絵』でこの説を引用しているが、これも一次出典が不明であり、やはり佐藤の創作と指摘されている。